# 園部佳太
園部 佳太（そのべ けいた、1999年8月24日 - ）は、福島県いわき市出身のプロ野球選手（内野手）。右投右打。オイシックス新潟アルビレックス・ベースボール・クラブ所属。

## 経歴

### プロ入り前
いわき市立豊間小1年時にソフトボールを始め、6年生までソフトボールを続けた。いわき市立豊間中では軟式野球部に所属し、いわき市の中学軟式野球選抜チームである「いわき松風クラブ」でもプレーした。
福島県立いわき光洋高等学校では1年秋から遊撃手でベンチ入りし、2年秋から主将を務めた。3年夏（2017年）の福島県大会は主砲として打率.550を記録してチームを牽引し同校初の決勝進出を果たしたが、決勝で聖光学院にサヨナラ負けを喫し甲子園出場はならなかった。その後9月13日にプロ志望届を提出したが、ドラフト会議での指名はなかった。高校通算本塁打数は48本。
高校卒業後は東都大学野球連盟所属の専修大学に進学。1年春のリーグ戦からベンチ入りを果たしたが、夏の練習試合で頭部に死球を受けてから打撃が狂い始め、更に1年秋に腰を痛めてしまい、また人間関係に悩んだこともあり、2年春のリーグ戦後に中退して帰郷した。

### BCL・福島時代
大学中退後は周囲の勧めもあり、2019年11月に行われたベースボール・チャレンジ・リーグ（ルートインBCリーグ）の合同トライアウトに参加。バットコントロールやパンチ力を評価した地元の福島レッドホープスが特別合格選手として獲得して入団した。
2020年はルーキーながら全60試合に出場して、打率.296、5本塁打、35打点という成績を残した。
2021年は58試合に出場して、打率.312、2本塁打、29打点という成績を残した。
10月11日に行われたドラフト会議においてオリックス・バファローズから育成2位で指名され、11月18日に支度金300万円、年俸240万円で仮契約を結んだ。背番号は021。

### オリックス時代

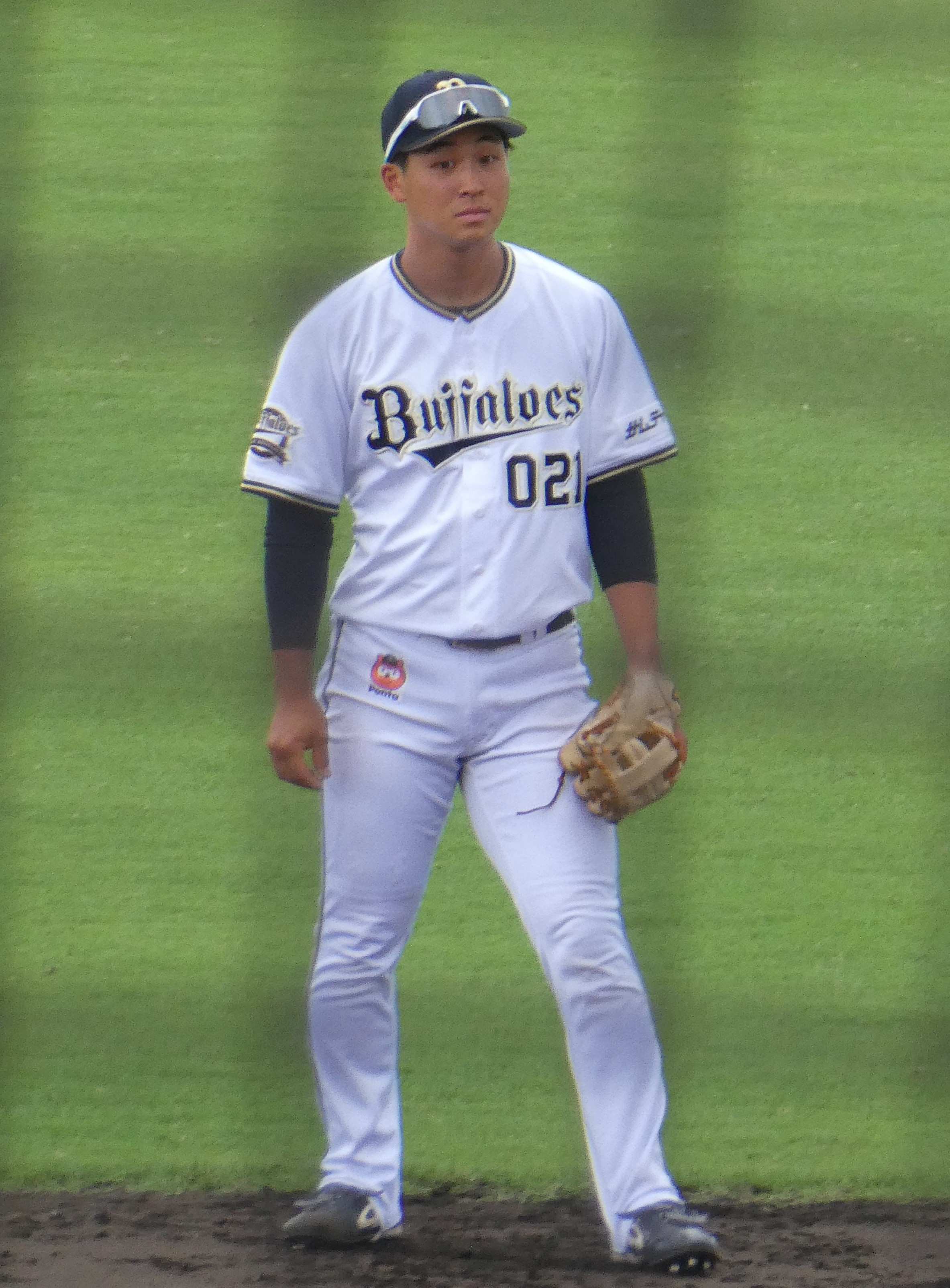
2022年、オリックス時代

2022年はウエスタン・リーグ公式戦72試合に出場して212打席に立ち、打率.253、6本塁打、27打点という成績を残した。練習試合を含めれば10本の本塁打を打っており、園部はこの年の打撃の手応えをつかんだと振り返っている。
2023年はポジション争いの影響もあってウエスタン・リーグ公式戦の出場が43試合に減少し、打席数も79打席まで減少したが、打率.278、1本塁打、13打点という成績を残した。しかし、育成選手制度の3年間の期間を待たずして、10月5日に球団より戦力外通告を受けた。現役続行を希望し、11月15日の12球団合同トライアウトに参加。7度打席に入って、3安打（うち長打2）1四球1三振の結果だった。

### オイシックス時代

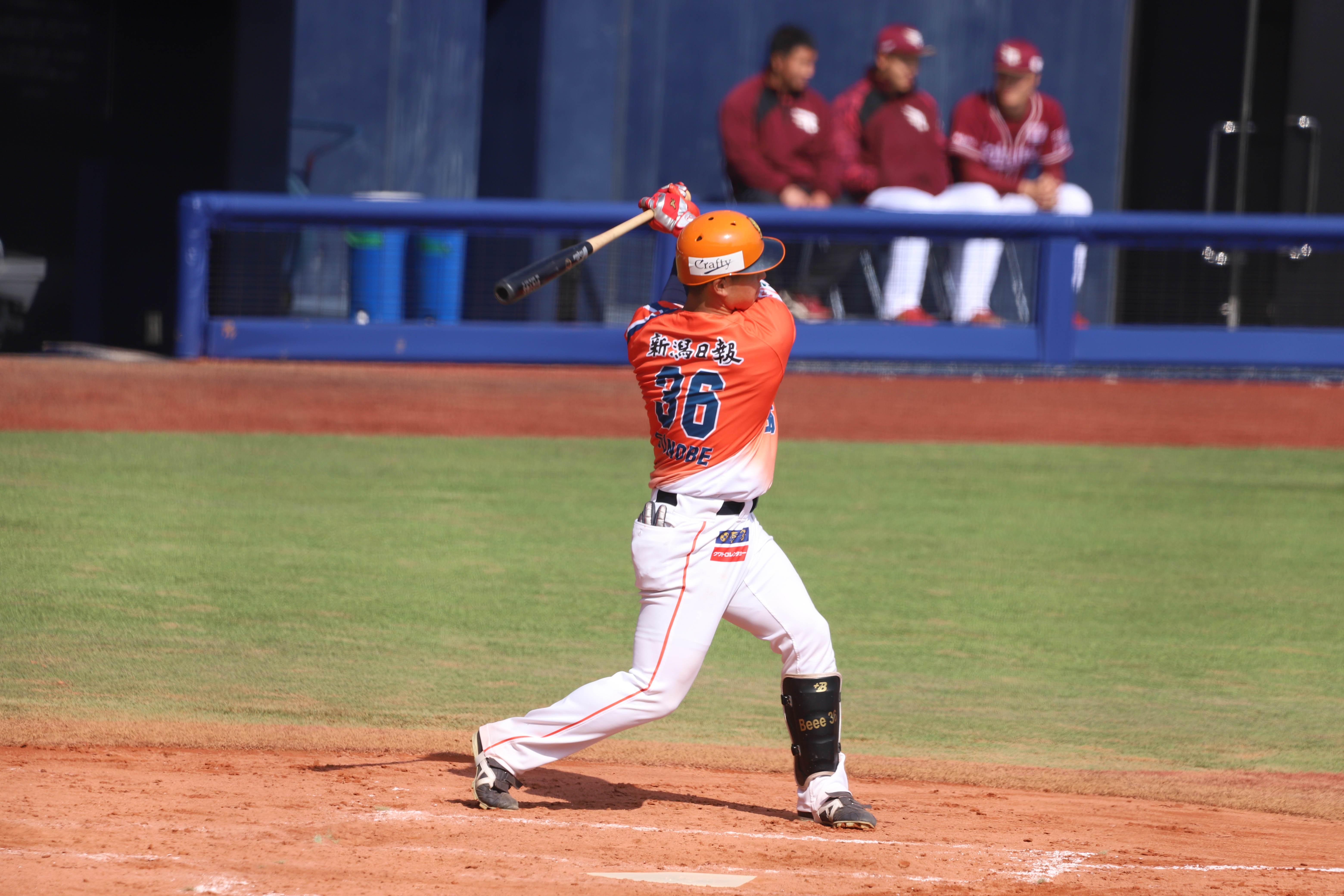
2024年3月24日 HARD OFF ECOスタジアム新潟で撮影

2023年12月1日、翌年からイースタン・リーグに新規参入する、オイシックス新潟アルビレックス・ベースボール・クラブに入団することが発表された。入団会見時には来季の目標として、新潟の地で、笑顔で一年間頑張れるようにとの願いを込め「顔晴る」（がんばる）という言葉を色紙に書いた。
オイシックスでは二遊間のスタメン候補として期待されていたが、2024年の開幕から出場機会に恵まれなかった。のちに一塁手として出番が巡ってきて、慣れないポジションながら攻守でアピールを続けている。最終的に二軍戦84試合に出場し、打率.264、3本塁打、37打点の成績を挙げた。結果的に二塁手としてチーム最多の72試合に出場し、一塁手としての出場は13試合、遊撃手としての1試合だった。
2025年もオイシックスに在籍し、永澤蓮士とともにチームの副キャプテンを務める。

## 選手としての特徴
高校通算48本塁打の長打力、遠投95mの肩、50m走6秒ジャストの足と、走攻守の三拍子揃った遊撃手。

## 詳細情報

### NPB年度別打撃成績
- 一軍公式戦出場なし

### 独立リーグでの年度別打撃成績
出典は「一球速報.com」。
| 年 度     | 球 団     | 試 合 | 打 席 | 打 数 | 得 点 | 安 打 | 二 塁 打 | 三 塁 打 | 本 塁 打 | 塁 打 | 打 点 | 盗 塁 | 盗 塁 死 | 犠 打 | 犠 飛 | 四 球 | 敬 遠 | 死 球 | 三 振 | 併 殺 打 | 打 率 | 出 塁 率 | 長 打 率 | O P S |
| --------- | --------- | ----- | ----- | ----- | ----- | ----- | -------- | -------- | -------- | ----- | ----- | ----- | -------- | ----- | ----- | ----- | ----- | ----- | ----- | -------- | ----- | -------- | -------- | ----- |
| 2020      | 福島      | 60    | 227   | 196   | 29    | 58    | 9        | 2        | 5        | 86    | 35    | 6     | 3        | 1     | 1     | 27    | -     | 2     | 32    | 3        | .296  | .414     | .408     | .822  |
| 2021      | 福島      | 58    | 262   | 218   | 47    | 68    | 15       | 1        | 2        | 91    | 29    | 6     | 4        | 6     | 4     | 32    | -     | 2     | 29    | 7        | .312  | .398     | .417     | .815  |
| 通算：2年 | 通算：2年 | 118   | 489   | 414   | 76    | 126   | 24       | 3        | 7        | 177   | 64    | 12    | 7        | 7     | 5     | 59    | -     | 4     | 61    | 10       | .304  | .392     | .428     | .820  |

### 背番号
- 36（2020年、2024年）
- 6（2021年）
- 021（2022年 - 2023年）
- 7（2025年 - ）